# Aeroporto di Brest Bretagna
L'aeroporto di Brest Bretagne è un aeroporto francese situato vicino alla città di Brest, nel dipartimento di Finistère.